# فرانک ریکارد
فرانکلین ادموندو ریکارد (به هلندی: Franklin Edmundo Rijkaard) (زادهٔ ۳۰ سپتامبر ۱۹۶۲) مربی و بازیکن سابق فوتبال هلند است. ریکارد در دوران حرفه‌ای خود به عنوان بازیکن برای تیم‌های باشگاهی آژاکس، رئال ساراگوسا، اسپورتینگ و آ.ث. میلان به میدان رفته‌است. او همچنین در ۷۳ بازی با پیراهن تیم ملی هلند به میدان رفته و ۱۰ گل ملی نیز به ثمر رسانده‌است. از او به عنوان یکی از برترین هافبک های تاریخ بویژه در پست هافبک دفاعی یاد می شود که توانایی بازی در پست دفاع مرکزی را هم به خوبی دارا بود.
ریکارد در آ.ث. میلان و تیم ملی هلند در کنار مارکو فان باستن و رود گولیت گروهی را داخل زمین فوتبال تشکیل میدادند که به «سه تفنگدار» معروف بود.
ریکارد در دوران مربی‌گری‌اش، هدایت تیم ملی هلند و تیم‌های اسپارتا روتردام و بارسلونا را بر عهده داشته‌است. بارسلونا در زمان مربی‌گری او، صاحب دو عنوان قهرمانی لا لیگا و یک عنوان قهرمانی لیگ قهرمانان اروپا شد.
ریکارد فرزند مادری هلندی و پدری سورینامی است.

## جستارهای وابسته

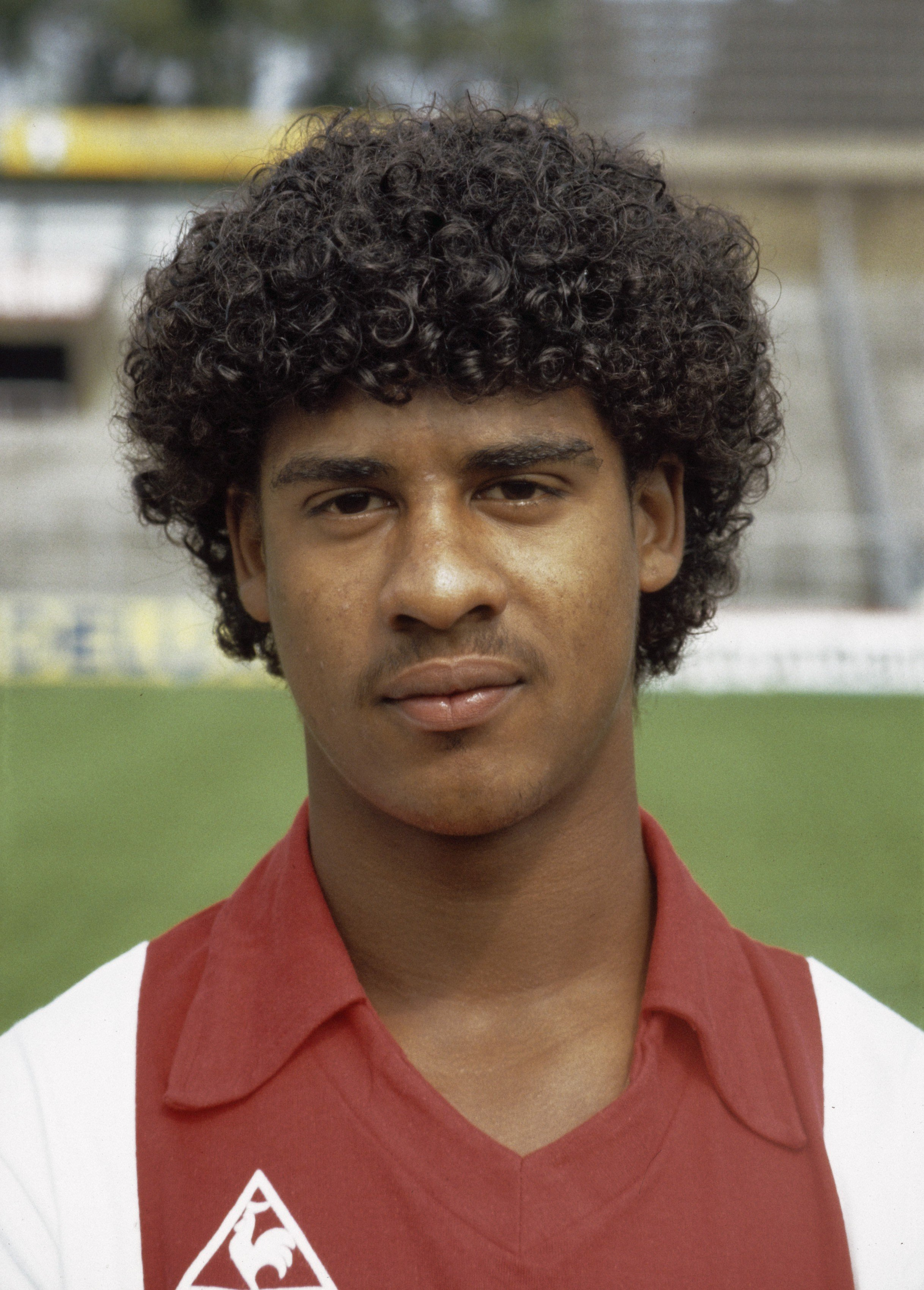
ریکارد در اژاکس در سال ۱۹۸۱